# Caster Semenya
Mokgadi Caster Semenya OIB (sinh ngày 7 tháng 1 năm 1991) là một vận động viên (VĐV) chạy cự ly trung bình người Nam Phi và là người đã giành huy chương Thế vận hội năm 2016. Cô giành vàng nội dung 800 mét nữ tại Giải vô địch Thế giới môn Điền kinh 2009 với thành tích 1:55.45 và tại Giải vô địch Thế giới môn Điền kinh 2017 với thành tích cá nhân tốt nhất của mình, 1:55.16. Cô cũng đoạt huy chương bạc tại Giải vô địch Thế giới môn Điền kinh 2011 nội dung 800 mét. Cô là người giành tấm huy chương vàng các nội dung 800 mét tại Thế vận hội Mùa hè 2012 và Thế vận hội Mùa hè 2016.
Sau chiến thắng tại Giải vô địch Thế giới 2009, xuất hiện thông báo rằng cô sẽ phải trải qua một quá trình kiểm tra giới tính. Cô bị rút khỏi các cuộc thi đấu quốc tế cho tới ngày 6 tháng 7 năm 2010 khi Liên đoàn điền kinh quốc tế (IAAF) cho phép cô trở lại thi đấu. Tạp chí Anh New Statesman đã đưa cô vào danh sách "50 người ảnh hưởng đến năm 2010".

## Thiếu thời và học vấn
Semenya được sinh ra ở Ga-Masehlong, một ngôi làng ở Nam Phi gần Polokwane (trước đây có tên Pietersburg), và lớn lên trong ngôi làng Fairlie, nằm tận sâu trong tỉnh Limpopo phía bắc Nam Phi. Cô chào đời với cặp nhiễm sắc thể XY. Cô có bốn anh chị em, ba nữ và một nam. Semenya học trường cấp 2 Nthema và học ở Đại học North West như một sinh viên ngành khoa học thể thao. Cô bắt đầu môn chạy khi đang được đào tạo bóng đá.

## Sự nghiệp

### 2008
Vào tháng 7, Semenya tham gia Giải vô địch U20 Thế giới môn Điền kinh 2008 nội dung 800m và đã không qua vòng đấu loại. Cô giành vàng tại Đại hội Thể thao Khối Thịnh vượng chung 2008 với thời gian 2:04.23.

### 2009

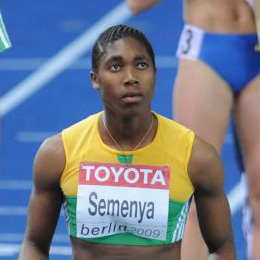
Semenya năm 2009

Tại Giải vô địch Điền kinh U-20 châu Phi 2009, Semenya chiến thắng ở cả hai nội dung đua 800m và 1500m với các thành tích 1:56.72 và 4:08.01. Qua đó, cô cải thiện thành tích cá nhân chạy 800m của mình, rút ngắn đi bảy giây trong chưa đầy chín tháng, bao gồm cả bốn giây trong chính lượt chạy này. Đây cũng là thành tích tốt nhất thế giới năm 2009 ở thời điểm đó, là kỷ lục quốc gia và kỷ lục giải vô địch. Semenya đồng thời đánh bại các kỷ lục U-20 và trên U-20 của Nam Phi, lúc đó lần lượt giữ bởi Zelda Pretorius với thời gian 1:58.85, và Zola Budd với thời gian 2:00.90.
Tháng 8, Semenya giành vàng nội dung 800m tại Giải vô địch Thế giới môn Điền kinh 2009 với thời gian 1:55.45 trong trận chung kết, một lần nữa thiết lập đỉnh cao mới của năm.
Tháng 12 năm 2009, Track and Field News đã bầu chọn Semenya là VĐV chạy 800m nữ số một của năm.

### Kiểm tra xác minh giới tính năm 2009 và tranh cãi
Nối tiếp chiến thắng của cô tại các giải vô địch thế giới là các câu hỏi nổi lên về giới tính của Semenya. Đạp đổ thành tích tốt nhất trước đó chỉ một tháng của mình tại Giải vô địch U-20 châu Phi nội dung 800m với cách biệt bốn giây, tiến bộ nhanh chóng của cô bị đặt dưới sự giám sát. Việc thăng tiến rất mau cộng với ngoại hình của cô khiến IAAF yêu cầu cô kiểm tra xác minh giới tính để chắc chắn liệu cô có phải là nữ hay không. IAAF nói rằng họ "có nghĩa vụ điều tra" sau khi cô tiến bộ thêm 25 giây ở nội dung 1500m và tám giây nội dung 800m – "kiểu bứt phá ngoạn mục mà thường làm dấy lên nghi ngờ dùng thuốc hỗ trợ".
Kết quả của cuộc kiểm tra chưa từng được chính thức đưa ra, nhưng một số kết quả bị rò rỉ trên báo và được thảo luận rộng rãi, dẫn đến những tuyên bố chưa được xác thực lúc đó rằng Semenya liên giới tính.
Tháng 11 năm 2009, bộ thể thao của Nam Phi đưa ra thông báo Semenya đã đạt một thỏa thuận với IAAF để giữ lại huy chương và giải thưởng của mình. Tám tháng sau, tháng 7 năm 2010, cô lại được tiếp tục tham gia các cuộc thi đấu của nữ.
Thông tin IAAF yêu cầu làm cuộc kiểm tra bị lan truyền ra ngoài ba tiếng ngay trước trận chung kết 800m Giải vô địch Thế giới 2009. Chủ tịch IAAF Lamine Diack phát biểu, "Có sự rò rỉ tin mật ở một mức độ nào đó và điều này dẫn đến một số phản ứng thiếu nhạy cảm." Cách giải quyết vụ việc của IAAF đã đối mặt với nhiều phản ứng tiêu cực. Một số VĐV, gồm cả VĐV chạy nước rút đã giải nghệ Michael Johnson, chỉ trích lối ứng xử đối với sự cố trên của tổ chức này. Đã có cả sự phản đối kịch liệt từ những người Nam Phi, cáo buộc những tiếng nói ngầm ủng hộ chủ nghĩa đế quốc và phân biệt chủng tộc của châu Âu len lỏi vào trong cuộc kiểm tra giới tính. Nhiều tường thuật của truyền thông địa phương nêu bật những bức xúc này và thách thức giá trị của cuộc kiểm tra với niềm tin rằng qua việc kiểm tra Semenya, các nước Bắc Địa cầu không muốn Nam Phi trở nên nổi trội.
IAAF nói rằng họ xác nhận sự cần thiết phải tiến hành một cuộc kiểm tra xác minh giới tính sau khi thông tin đã được đưa lên truyền thông, phủ nhận các cáo buộc phân biệt chủng tộc và lấy làm tiếc về "những luận điệu xuyên tạc nguyên nhân cuộc kiểm tra được tiến hành". Liên đoàn cũng giải thích rằng động cơ tiến hành kiểm tra không phải là nghi ngờ gian lận mà là muốn quyết định xem liệu cô ấy có một "điều kiện y khoa hiếm gặp", thứ có thể mang lại cho cô một "lợi thế không công bằng". Chủ tịch IAAF phát biểu rằng vụ việc đã có thể được giải quyết nếu có nhiều sự nhạy bén hơn.
Vào ngày 7 tháng 9 năm 2009, Wilfred Daniels, huấn luyện viên của Semenya tại Liên đoàn Điền kinh Nam Phi (ASA), từ chức do ông cảm thấy ASA "đã không đưa ra những lời khuyên đúng đắn cho cô Semenya". Ông xin lỗi vì đã không tự mình bảo vệ được cho cô. Chủ tịch ASA Leonard Chuene thừa nhận vào ngày 19 tháng 9 năm 2009 là đã đưa Semenya vào cuộc kiểm tra. Ông này trước đó đã nói dối Semenya về mục đích của nó và nói dối những người khác về việc đã thực hiện cuộc kiểm tra. Ông phớt lờ yêu cầu (từ bác sĩ của ASA Harold Adams) rút Semenya khỏi Giải vô địch Thế giới do lo ngại đến sự cần thiết phải giữ bí mật bệnh án y khoa của cô.
Các nhà lãnh đạo dân sự, bình luận viên, chính trị gia, và nhà hoạt động có tên tuổi của Nam Phi xếp tranh cãi này vào loại phân biệt chủng tộc, cũng như coi đó là một sự phỉ nhổ vào sự riêng tư và quyền con người của Semenya. Theo giới thiệu của Bộ trưởng Thể thao và Giải trí Nam Phi, Makhenkesi Stofile, Semenya mời hãng luật Dewey & LeBoeuf, họ làm việc tình nguyện, "để chắc chắn rằng các quyền dân sự và pháp lý và cả danh dự con người của cô được bảo vệ đầy đủ". Trong một cuộc phỏng vấn với tờ tạp chí Nam Phi YOU Semenya nói rằng, "Chúa tạo ra tôi như thế và tôi chấp nhận bản thân mình như vậy." Theo sau những lùm xùm, Semenya đã nhận được sự ủng hộ nhiệt liệt tại Nam Phi, đến mức được gọi là một cause célèbre.

### 2010

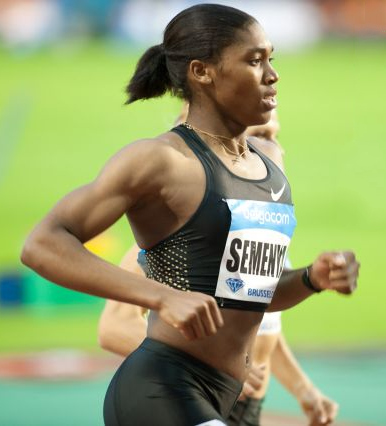
Semenya trên đường chạy tại Giải Kim cương 2010

Tháng 3 năm 2010, Semenya bị từ chối cho thi đấu tại sự kiện địa phương Yellow Pages Series V Track and Field ở Stellenbosch, Nam Phi, do IAAF chưa đưa ra kết quả cuộc kiểm tra giới tính.
Ngày 6 tháng 7, IAAF cho phép Semenya quay lại thi đấu quốc tế. Kết quả cuộc kiểm tra vẫn không được công bố vì lý do riêng tư. Cô trở lại thi đấu chín ngày sau đó, chiến thắng hai cuộc thi nhỏ ở Phần Lan. Vào ngày 22 tháng 8 năm 2010, chạy trên cùng đường đua như hồi thắng Giải vô địch Thế giới, Semenya khởi đầu chậm rãi nhưng cán đích mạnh mẽ, và lần đầu tiên kể từ vụ tranh cãi, hoàn thành với thời gian còn xa mới chạm ngưỡng 2 phút, chiến thắng cuộc thi ISTAF ở Berlin.
Không đảm bảo thể trạng, cô đã không tham gia Giải vô địch U-20 Thế giới hay Giải vô địch châu Phi, cả hai đều diễn ra vào tháng 7 năm 2010, và nhắm đến Đại hội Thể thao Khối Thịnh vượng chung được tổ chức vào tháng 10 năm 2010. Cô cải thiện thành tích tốt nhất mùa đấu của mình chạm mốc 1:58.16 tại cuộc thi Notturna di Milano đầu tháng 9 và quay lại Nam Phi để chuẩn bị cho Đại hội Khối Thịnh vượng chung. Cuối cùng, cô lại phải bỏ đại hội do chấn thương.
Tháng 9, tạp chí Anh New Statesman đưa Semenya vào danh sách thường niên "50 người có ảnh hưởng" vì cô đã bất đắc dĩ tạo nên "một cuộc tranh luận quốc tế không khoan nhượng về chính trị giới tính, nữ quyền, và chủng tộc, trở thành nguồn cảm hứng cho các nhà tổ chức chiến dịch liên quan đến giới tính khắp thế giới".

### 2011
Sau một năm nhiều vấn đề, Semenya trở lại thi đấu với nhịp độ vừa phải, chỉ đạt 1:58.61 tại Giải Bislett, thành tích tốt nhất của cô trước thềm Giải vô địch Thế giới. Trong giải vô địch, cô dễ dàng thắng bán kết. Đến chung kết, cô vẫn dẫn đầu tất cả thẳng tiến đến đích. Trong lúc cô tách khỏi nhóm chạy, Mariya Savinova theo sau cô, rồi nước rút vượt lên Semenya trước khi về đích, bỏ cô lại vị trí thứ hai. Năm 2017, Savinova nhận lệnh cấm do doping và kết quả của cô bị hủy giúp Semenya có tấm huy chương vàng.

### 2012–2015

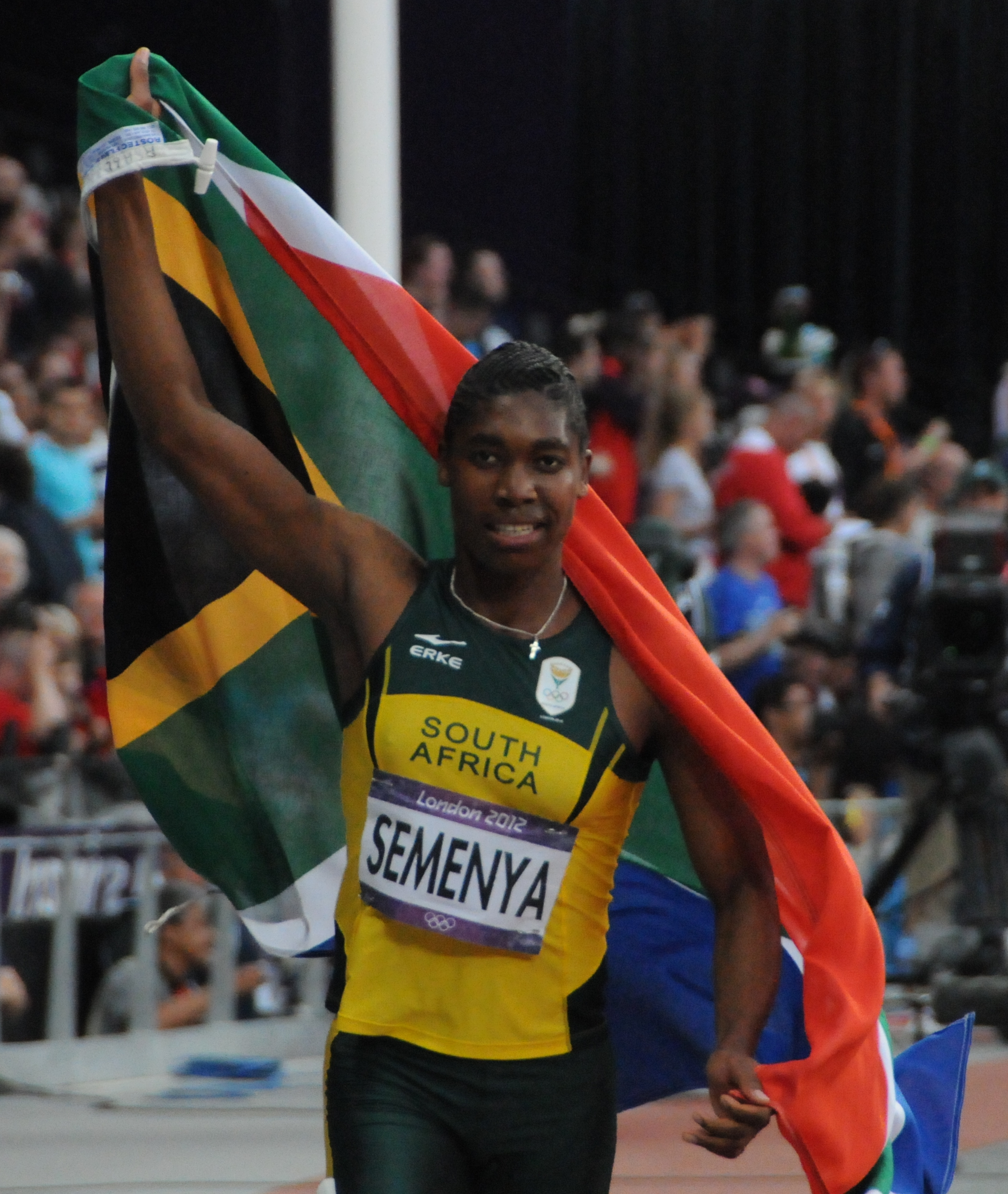
Caster Semenya tại Thế vận hội Mùa hè 2012

Caster Semenya được chọn làm người cầm cờ cho đoàn Nam Phi ở lễ khai mạc Thế vận hội Mùa hè 2012. Cô sau đó giành tấm huy chương bạc nội dung 800 mét nữ, với thời gian 1:57.23, thành tích tốt nhất mùa đấu của mình. Cô vượt qua sáu VĐV khác ở 150 mét cuối, nhưng không vượt qua nhà vô địch thế giới Mariya Savinova của Nga, người giành vàng với thời gian 1:56.19, về đích trước Semenya 1.04 giây. Trong buổi đưa tin sau trận thi của BBC, cựu VĐV chạy rào Anh Colin Jackson đặt câu hỏi liệu Semenya có cố tình thua, bởi thành tích về nhất hoàn toàn trong khả năng của cô, dù thực tế tại thời điểm đó Semenya mới chỉ một lần duy nhất chạy nhanh hơn thành tích này của Savinova, khi chiến thắng Giải vô địch Thế giới 2009.
Tháng 11 năm 2015, Cơ quan phòng chống doping thế giới khuyến nghị Savinova và bốn VĐV Nga khác phải chịu lệnh cấm suốt đời do vi phạm doping ở Thế vận hội. Vào ngày 10 tháng 2 năm 2017, Tòa Trọng tài Thể thao (CAS) chính thức hủy các kết quả của Savinova từ tháng 7 năm 2010. Ủy ban Olympic Quốc tế xếp lại thành tích huy chương kỳ Luân Đôn 2012, và Semenya giành vàng.

### Thay đổi quy định về testosterone năm 2015
Chính sách của IAAF về vấn đề tăng tiết androgen, hay mức độ testosterone cao tự nhiên ở nữ, đã bị đình chỉ sau vụ Dutee Chand kiện Liên đoàn Điền kinh Ấn Độ (AFI) & Liên đoàn điền kinh quốc tế, tại Tòa Trọng tài Thể thao, được phán quyết vào tháng 7 năm 2015. Phán quyết tuyên rằng thiếu chứng cứ chứng minh testosterone làm tăng khả năng thi đấu và thông báo cho IAAF biết họ có hai năm để cung cấp chứng cứ.

### 2016
Ngày 16 tháng 4, Semenya trở thành người đầu tiên chiến thắng cả ba nội dung 400m, 800m, và 1500m tại Giải vô địch Quốc gia Nam Phi, đánh dấu thành tích dẫn đầu thế giới là 50.74 và 1:58.45 ở hai nội dung đầu, và 4:10.93 nội dung 1500m, mỗi lượt thi đấu cách nhau chỉ gần bốn tiếng đồng hồ.
Ngày 16 tháng 7, cô lập kỷ lục quốc gia mới nội dung 800m với thời gian 1:55:33.  Ngày 20 tháng 8, cô giành vàng nội dung 800m nữ tại Thế vận hội Rio với 1:55.28. Ngay sau phần thi Lynsey Sharp, người về thứ sáu, bật khóc về việc thay đổi quy định, nói "Mọi người có thể thấy đó là hai cuộc đua tách biệt nên tôi chẳng thể làm được gì," trong khi người về thứ năm Joanna Jóźwik được thuật lại là đã nhận rằng cô là người "châu Âu đầu tiên" và người "da trắng thứ hai" về đích.
Một vài bình luận viên bày tỏ quan tâm về nồng độ testosterone của Semenya, sau chiến thắng của cô. Eric Vilain, nhà di truyền học y khoa, nói trong một cuộc phỏng vấn, "nếu chúng ta đào sâu tranh luận này, bất kỳ ai tuyên bố mình có giới tính nữ đều có thể thi đấu như một người phụ nữ... Chúng ta đang tiến gần tới một cuộc thi lớn, và kết quả hoàn toàn có thể dự đoán được là sẽ không có nhà vô địch nữ nào." Những nhà bình luận khác, như nhà đạo đức sinh học Katrina Karkazis, chỉ đến những phát biểu của những VĐV thua cuộc như bằng chứng của sự đối xử phân biệt.
Semenya thiết lập thành tích mới tốt nhất của cá nhân cô ở nội dung 400m với 50.40 tại cuộc thi Memorial Van Damme track and field năm 2016 tại Brussels.

### 2017
Semenya giành huy chương đồng nội dung 1500 mét tại Giải vô địch Thế giới 2017 ở Luân Đôn. Cô cũng giành vàng nội dung 800m nữ.

### Thay đổi quy định về testosterone năm 2018
Tháng 4 năm 2018, IAAF thông báo quy định mới về "chứng rối loạn phát triển giới tính", quy định yêu cầu VĐV với chứng rối loạn phát triển giới tính nhất định, mức testosterone ở ngưỡng từ 5 nmol/L trở lên, và độ nhạy androgen nhất định phải dùng thuốc để giảm lượng testosterone, có hiệu lực từ ngày 8 tháng 5 năm 2019. Phạm vi thay đổi là khá hẹp và cũng chỉ các VĐV thi đấu nội dung 400 mét, 800 mét, và 1500 mét bị áp dụng, khiến nhiều người nghĩ việc thay đổi quy định được thiết kế để đặc biệt nhắm tới Semenya.
Vào ngày 19 tháng 6 năm 2018, Semenya thông báo cô sẽ phản đối quy định của IAAF với các thủ tục pháp lý. Ngày 1 tháng 5 năm 2019, Tòa Trọng tài Thể thao bác yêu cầu của cô, mở đường cho quy định mới có hiệu lực vào ngày 8 tháng 5 năm 2019. Trong khoảng thời gian vụ kiện diễn ra, IAAF sửa đổi quy định, loại ra chứng tăng tiết androgen có liên quan tới kiểu nhân đồ 46,XX và làm rõ rằng chứng rối loạn giới tính mà quy định điều chỉnh là kiểu nhân đồ 46,XY. Vụ kiện gây chia rẽ các bình luận viên như Doriane Coleman, người làm chứng cho IAAF, tranh luận rằng môn thể thao nữ cần yêu cầu những đặc điểm sinh học nhất định, với các bình luận viên như Eric Vilain, người làm chứng cho Semenya, tranh luận rằng "giới tính không được định nghĩa bằng một tham số nhất định... bởi nhiều nguyên nhân rất con người, thật khó khăn làm sao để loại đi những người phụ nữ vẫn luôn sống cả đời họ như những người phụ nữ — để đùng đùng bảo họ rằng 'các người không thuộc về chốn này.'"
Semenya đã kháng cáo quyết định trên tới Tòa án Tối cao Liên bang Thụy Sĩ. Vào ngày 3 tháng 6 năm 2019, Tòa Tối cao Liên bang Thụy Sĩ ra hướng dẫn rằng Tòa đã "một cách rất tạm thời chỉ thị IAAF đình chỉ việc áp dụng 'Quy định về tư cách tham gia đối với phân loại giới tính nữ những VĐV rối loạn phát triển giới tính' (Eligibility Regulations for the Female Classification for athletes with differences of sex development) liên quan đến nguyên đơn [Semenya]" cho tới khi Tòa quyết định liệu có đưa ra một lệnh khẩn cấp tạm thời để phục vụ quá trình phân xử kháng cáo.
Tháng 7 năm 2019, Semenya nói vấn đề đang diễn ra này đã "hủy hoại" cô "cả về thể chất lẫn tinh thần".
Ngày 30 tháng 7 năm 2019, Tòa án Tối cao Liên bang Thụy Sĩ ra thông cáo báo chí bác yêu cầu tạm đình chỉ quy định của IAAF trong thời gian giải quyết vụ việc của Semenya. Thông cáo có đoạn: Tại thời điểm hiện tại, "Quy định về tư cách tham gia đối với phân loại giới tính nữ những VĐV rối loạn phát triển giới tính" (Quy định về DSD) lại có hiệu lực đối với Caster Semenya. Tòa án Tối cao Liên bang Thụy Sĩ hủy bỏ Lệnh Tối Tạm thời ngày 31 tháng 5 năm 2019 sau khi nghe từ phía bên kia (IAAF) và bác bỏ yêu cầu của Caster Semenya đình chỉ tạm thời Quy định DSD, một cách lần lượt, cho tác dụng tạm đình chỉ cho việc kháng cáo của cô đối với quyết định của Tòa Trọng tài Thể thao. Tòa Tối cao Liên bang cũng bác bỏ yêu cầu của Liên đoàn Điền kinh Nam Phi yêu cầu đình chỉ Quy định DSD đối với tất cả các vận động viên nữ. Tòa án Tối cao Liên bang Thụy Sĩ, tuy nhiên, vẫn chưa có quyết định cuối cùng về bản thân việc kháng cáo này. Có nghĩa, trong thời gian xử kháng cáo, Semenya vẫn phải chấp hành quy định mới của IAAF. Quyết định này khiến cô sẽ lỡ cơ hội bảo vệ danh hiệu của mình tại Giải vô địch Thế giới diễn ra vào tháng 9 năm 2019.

## Thành tích thi đấu
| Năm                                                                        | Giải đấu                                    | Địa điểm                 | Thứ hạng      | Nội dung | Chú thích     |
| -------------------------------------------------------------------------- | ------------------------------------------- | ------------------------ | ------------- | -------- | ------------- |
| 2008 Xếp hạng thế giới 800m: NR                                            | Giải vô địch U-20 Thế giới                  | Bydgoszcz, Ba Lan        | 7 (vòng loại) | 800m     | 2:11.98       |
| 2008 Xếp hạng thế giới 800m: NR                                            | Đại hội Thể thao Trẻ Khối Thịnh vượng chung | Pune, Ấn Độ              | 1             | 800m     | 2:04.23 GR    |
| 2009 Xếp hạng thế giới 800m: 1                                             | Giải vô địch Nam Phi                        | Stellenbosch, Nam Phi    | 1             | 800m     | 2:03.16       |
| 2009 Xếp hạng thế giới 800m: 1                                             | Giải vô địch Nam Phi                        | Stellenbosch, Nam Phi    | 2             | 1500m    | 4:16.43       |
| 2009 Xếp hạng thế giới 800m: 1                                             | Giải vô địch U18/U20 Nam Phi                | Pretoria, Nam Phi        | 1             | 800m     | 2:02.00       |
| 2009 Xếp hạng thế giới 800m: 1                                             | Giải vô địch U18/U20 Nam Phi                | Pretoria, Nam Phi        | 1             | 1500m    | 4:25.70       |
| 2009 Xếp hạng thế giới 800m: 1                                             | Giải vô địch U-20 châu Phi                  | Bambous, Mauritius       | 1             | 800m     | 1:56.72 NR CR |
| 2009 Xếp hạng thế giới 800m: 1                                             | Giải vô địch U-20 châu Phi                  | Bambous, Mauritius       | 1             | 1500m    | 4:08.01       |
| 2009 Xếp hạng thế giới 800m: 1                                             | Giải vô địch Thế giới IAAF                  | Berlin, Đức              | 1             | 800m     | 1:55.45       |
| IAAF hợp thức hóa chính sách testosterone                                  |                                             |                          |               |          |               |
| 2011 Xếp hạng thế giới 800m: 2                                             | Giải vô địch Nam Phi                        | Durban, Nam Phi          | 1             | 800m     | 2:02.10       |
| 2011 Xếp hạng thế giới 800m: 2                                             | Giải vô địch Nam Phi                        | Durban, Nam Phi          | 1             | 1500m    | 4:12.93       |
| 2011 Xếp hạng thế giới 800m: 2                                             | Giải vô địch Nam Phi                        | Durban, Nam Phi          | 1             | 4 x 400m | 3:41.30       |
| 2011 Xếp hạng thế giới 800m: 2                                             | Giải vô địch Thế giới IAAF                  | Daegu, Hàn Quốc          | 1             | 800m     | 1:56.35       |
| 2012 Xếp hạng thế giới 800m: 5                                             | Giải vô địch Nam Phi                        | Port Elizabeth, Nam Phi  | 1             | 800m     | 2:02.68       |
| 2012 Xếp hạng thế giới 800m: 5                                             | Giải vô địch Nam Phi                        | Port Elizabeth, Nam Phi  | 1             | 4 x 400m | 3:36.92       |
| 2012 Xếp hạng thế giới 800m: 5                                             | Thế vận hội                                 | Luân Đôn, Vương quốc Anh | 1             | 800m     | 1:57.23       |
| 2014 Xếp hạng thế giới 800m: NR                                            | Giải vô địch Nam Phi                        | Pretoria, Nam Phi        | 1             | 800m     | 2:03.05       |
| 2015 Xếp hạng thế giới 800m: NR                                            | Giải vô địch Nam Phi                        | Stellenbosch, Nam Phi    | 1             | 800m     | 2:05.05       |
| 2015 Xếp hạng thế giới 800m: NR                                            | Giải vô địch Nam Phi                        | Stellenbosch, Nam Phi    | 8             | 1500m    | 4:29.60       |
| 2015 Xếp hạng thế giới 800m: NR                                            | Giải vô địch Thế giới IAAF                  | Bắc Kinh, Trung Quốc     | 8 (vòng loại) | 800m     | 2:03.18       |
| 2015 Xếp hạng thế giới 800m: NR                                            | Đại hội toàn châu Phi                       | Brazzaville, Congo       | 1             | 800m     | 2:00.97       |
| 2015 Xếp hạng thế giới 800m: NR                                            | Đại hội toàn châu Phi                       | Brazzaville, Congo       | 8             | 1500m    | 4:23.00       |
| Tòa Trọng tài Thể thao tạm thời gác lại các quy định testosterone          |                                             |                          |               |          |               |
| 2016 Xếp hạng thế giới 800m: 1                                             | Giải vô địch Nam Phi                        | Stellenbosch, Nam Phi    | 1             | 400m     | 50.74         |
| 2016 Xếp hạng thế giới 800m: 1                                             | Giải vô địch Nam Phi                        | Stellenbosch, Nam Phi    | 1             | 800m     | 1:58.45       |
| 2016 Xếp hạng thế giới 800m: 1                                             | Giải vô địch Nam Phi                        | Stellenbosch, Nam Phi    | 1             | 1500m    | 4:10.91       |
| 2016 Xếp hạng thế giới 800m: 1                                             | Giải vô địch châu Phi                       | Durban, Nam Phi          | 1             | 1500m    | 4:01.99       |
| 2016 Xếp hạng thế giới 800m: 1                                             | Giải vô địch châu Phi                       | Durban, Nam Phi          | 1             | 800m     | 1:58.20       |
| 2016 Xếp hạng thế giới 800m: 1                                             | Giải vô địch châu Phi                       | Durban, Nam Phi          | 1             | 4x400m   | 3:28.49       |
| 2016 Xếp hạng thế giới 800m: 1                                             | Thế vận hội                                 | Rio de Janeiro, Brasil   | 1             | 800m     | 1:55.28 NR    |
| 2017 Xếp hạng thế giới 800m: 1                                             | Giải vô địch Nam Phi                        | Potchefstroom, Nam Phi   | 1             | 400m     | 51.60         |
| 2017 Xếp hạng thế giới 800m: 1                                             | Giải vô địch Nam Phi                        | Potchefstroom, Nam Phi   | 1             | 800m     | 2:01.03       |
| 2017 Xếp hạng thế giới 800m: 1                                             | Giải vô địch Thế giới IAAF                  | Luân Đôn, Vương quốc Anh | 3             | 1500m    | 4:02.90       |
| 2017 Xếp hạng thế giới 800m: 1                                             | Giải vô địch Thế giới IAAF                  | Luân Đôn, Vương quốc Anh | 1             | 800m     | 1:55.16       |
| IAAF phục hồi quy định về testosterone                                     |                                             |                          |               |          |               |
| 2018 Xếp hạng thế giới 800m: 1st                                           | Giải vô địch Nam Phi                        | Pretoria, Nam Phi        | 1             | 1500m    | 4:10.68       |
| 2018 Xếp hạng thế giới 800m: 1st                                           | Giải vô địch Nam Phi                        | Pretoria, Nam Phi        | 1             | 800m     | 1:57.80       |
| 2018 Xếp hạng thế giới 800m: 1st                                           | Đại hội Thể thao Khối Thịnh vượng chung     | Gold Coast, Úc           | 1             | 1500m    | 4:00.71 GR    |
| 2018 Xếp hạng thế giới 800m: 1st                                           | Đại hội Thể thao Khối Thịnh vượng chung     | Gold Coast, Úc           | 1             | 800m     | 1:56.68 GR    |
| 2018 Xếp hạng thế giới 800m: 1st                                           | Giải vô địch châu Phi                       | Asaba, Nigeria           | 1             | 400m     | 49.96         |
| 2018 Xếp hạng thế giới 800m: 1st                                           | Giải vô địch châu Phi                       | Asaba, Nigeria           | 1             | 800m     | 1:56.06 CR    |
| Tòa án Thụy Sĩ tạm thời đình chỉ các quy định testosterone đối với Semenya |                                             |                          |               |          |               |
| 2019                                                                       | Giải vô địch Nam Phi                        | Germiston, Nam Phi       | 1             | 5000m    | 16:05.97      |
| 2019                                                                       | Giải vô địch Nam Phi                        | Germiston, Nam Phi       | 1             | 1500m    | 4:13.59       |

1. 1 2  Tại Giải vô địch Thế giới 2011 và Thế vận hội 2012, Semenya về nhì sau Mariya Savinova, nhưng Savinova sau đó bị tước danh hiệu do không qua bài kiểm tra doping, và Semenya được đôn lên vị trí cao nhất ở cả hai phần thi.

## Đời sống cá nhân và vinh danh
Năm 2012, Semenya được trao giải South African Sportswoman of the Year (tạm dịch: Phụ nữ Thể thao Nam Phi của Năm) tại Lễ trao giải Thể thao Nam Phi ở Sun City. Semenya đã nhận Huân chương đồng Ikhamanga vào ngày 27 tháng 4 năm 2014, như một phần của các hoạt động dịp Ngày Tự do.
Semenya đã cưới người yêu lâu năm của mình, Violet Raseboya, vào tháng 12 năm 2015.
Tháng 10 năm 2016, IAAF thông báo Semenya được đưa vào danh sách sơ tuyển cho giải thưởng Vận động viên Thế giới của Năm năm 2016 hạng mục nữ.